# Goszcz

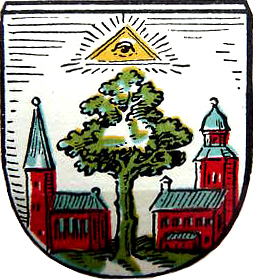
Wapen

Goszcz (Duits: Goschütz) is een dorp in de Poolse woiwodschap Neder-Silezië. De plaats maakt deel uit van de gemeente Twardogóra.